# كريستيان لودفيج جيرلينج
كريستيان لودفيج جيرلينج (بالألمانية: Christian Ludwig Gerling)‏ (10 يوليو 1788 – 15 يناير 1864) درس تحت كارل فريدريش غاوس، وحصل على الدكتوراه في عام 1812 في جامعة غوتنغن.

## نبذة
مشهور بعمله في علم الجيوديسيا، وفي عام 1927 تم نشر حوالي 60 رسالة بين جيرلينج وغاوس حول هذا الموضوع. وهو أيضًا بارز كمشرف دكتوراه ليوليوس بلوكر.
كان والده يُدعى أيضًا كريستيان لودفيج جيرلينج وكان قسًا في كنيسة سانت جاكوبي، ولد في هامبورغ وحضر جوهانومونال. في عام 1817، أصبح أستاذًا للرياضيات في جامعة ماربورغ .